# Erhard Maertens
Erhard Maertens (* 26. Februar 1891 in Glogau, Schlesien; † 5. Mai 1945 in Berlin) war während des Zweiten Weltkriegs ein Offizier der deutschen Kriegsmarine, zuletzt im Rang eines Vizeadmirals. Von Juni 1941 bis Mai 1943 war er Chef des Marinenachrichtendienstes (MND).

## Leben
| Datum         | Dienstgrad           |
| ------------- | -------------------- |
| 15. Apr. 1911 | Fähnrich zur See     |
| 27. Sep. 1913 | Leutnant zur See     |
| 22. März 1916 | Oberleutnant zur See |
| 1. Jan. 1921  | Kapitänleutnant      |
| 1. Apr. 1929  | Korvettenkapitän     |
| 1. Okt. 1934  | Fregattenkapitän     |
| 1. Apr. 1936  | Kapitän zur See      |
| 1. Juli 1940  | Konteradmiral        |
| 1. Sep. 1942  | Vizeadmiral          |

Erhard Maertens trat am 1. April 1910 als Kadett in die Kaiserliche Marine ein und wurde an der Marineschule Mürwik zum Offizier ausgebildet. Er diente auf dem Kreuzer Hansa und zu Beginn des Ersten Weltkriegs auf dem Linienschiff Hessen. Am 8. September 1915 wurde er zur U-Boot-Waffe versetzt, durchlief eine Ausbildung in U-Boot-Taktik und Funkwesen, und diente als Wachoffizier ab 27. Februar 1916 zunächst auf U 47 und ab 22. April 1916 auf U 48. Am 24. November 1917 geriet das Boot nördlich der Goodwin Sands in eine Netzsperre und strandete. Mertens wurde zusammen mit 21 U-Boot-Fahrern von Soldaten der Royal Navy gefangen genommen.
Nach dem Krieg, im November 1919, kehrte er in seine Heimat zurück und war ab  28. Dezember 1919 für kurze Zeit Wachoffizier auf der Schwaben. Ab 6. Februar 1920 diente er als Nachrichtenoffizier zunächst in Pillau (Ostpreußen) und ab 7. April 1921 als Adjutant beim Kommandeur in Swinemünde. Danach bekam er das Kommando über eine Küstenverteidigungsanlage. Am 15. August 1928 wurde er Abteilungsleiter in der Marineverwaltung, bevor er vom 1. Oktober 1934 bis September 1936 Kommandeur der Marine-Nachrichtenschule Mürwik wurde.
Nach weiteren Verwendungen im Oberkommando der Kriegsmarine (OKM) wurde er am 16. Juni 1941 zum Chef der neuentstandenen Amtsgruppe 2/Skl im Marinenachrichtendienst ernannt. Eine seine Amtshandlungen hier war am 11. September 1942 die Unterzeichnung einer deutsch-japanischen Vereinbarung über die Marine-Funkkommunikation mit dem kriegsverbündeten japanischen Kaiserreich. Hierzu war eigens ein spezielles Enigma-Modell vorgesehen, die Enigma-T. Sie wurde auch als Tirpitz-Maschine bezeichnet und von den Japanern Tirupitsu genannt. Während Maertens für Deutschland unterzeichnete, war es für die japanische Seite deren Marineattaché von der japanischen Botschaft in Berlin, Konteradmiral Tadao Yokoi (1895–1965).
Am 6. Mai 1943 wurde er in Nachfolge von Admiral Otto Hormel (1886–1971) amtierender Oberwerftdirektor der Kriegsmarinewerft Kiel. Ab dem 1. Juli 1943 war er Kommandant des Kieler Arsenals. Am 27. November 1944 wurde er dem Marineoberkommando Ostsee zur Verfügung gestellt.
Vizeadmiral Erhard Maertens schied am 28. Februar 1945 aus dem Dienst und kam im Mai 1945 in Berlin ums Leben.

## Enigma
Der Befehlshaber der U-Boote (BdU), Admiral Karl Dönitz (1891–1980), war stets in Sorge um die Sicherheit, das heißt die Entzifferungsfestigkeit, des verschlüsselten Nachrichtenverkehrs zwischen seiner Dienststelle und den hauptsächlich im Atlantik operierenden deutschen U-Booten. Zur Verschlüsselung nutzte die Marine den sogenannten Schlüssel M. Dabei handelte es sich um ein Modell der Rotor-Chiffriermaschine Enigma. Anders als Heer und Luftwaffe verwendete die Kriegsmarine einen Walzensatz bestehend nicht nur aus fünf Walzen, aus denen drei für den Einsatz in der Maschine ausgewählt wurden, sondern aus acht Walzen. Dies erhöhte die kombinatorische Komplexität und stärkte die Sicherheit der Verschlüsselung.
Dennoch gab es immer wieder verdächtige Ereignisse, die den BdU an der Sicherheit zweifeln ließen. Dazu gehörte die Aufbringung von U 570 am 27. August 1941 durch die Royal Navy. Britische Zeitungen berichteten darüber, was Dönitz veranlasste, Maertens mit einer Untersuchung der Sicherheit der Enigma zu beauftragen. In seinen Berichten vom 18. und 21. Oktober 1941 räumte er zwar die Möglichkeit eines temporären Bruchs ein, verneinte allerdings dessen nachhaltige Wirkung und vertrat die Auffassung, dass mit Wirksamwerden der neuen Schlüsseltafel für November, die sich nicht an Bord befunden hatte, die Sicherheit erneut voll gewährleistet sein würde.
Mitte 1943 gelang es dem B-Dienst durch Entzifferung des britischen Marine-Codes Naval Cypher No. 3 (deutscher Deckname: „Frankfurt“) herauszufinden, dass die Alliierten zwanzig U-Boote in einem engen Marinequadrat vermuteten. Dies entsprach den Tatsachen, denn dort befand sich das U-Boot-Rudel mit dem Decknamen „Meise“. Völlig unklar war allerdings, wieso die Alliierten dies wissen konnten. Erneut beauftragte Dönitz Vizeadmiral Maertens, eine gründliche Untersuchung durchzuführen. Im Ergebnis kam er zu dem Schluss, dass der Grund im neuen britischen „Rotterdam-Gerät“, also dem im Zentimeterwellenbereich arbeitenden Radargerät H2S zu suchen sei, dessen elektromagnetische Wellen von deutsche U-Booten damals nicht detektiert werden konnten. Ein Sicherheitsversagen der Enigma wurde erneut verneint.
Tatsächlich entzifferten die Briten seit Mai 1941, mit einer zehn Monate langen Unterbrechung („Black-out“) von Februar bis Dezember 1942, bis Kriegsende den deutschen Marinefunkverkehr (siehe auch: Entzifferung der Enigma-M4). Dieses Sicherheitsversagen entging jedoch sowohl Maertens als auch Dönitz. Letzterer schrieb 1959, lange nach dem Krieg, in seinen Memoiren, dass der Verdacht, der Feind könnte mitlesen, durch eine gründliche Untersuchung ausgeräumt worden sei.